# Suðurey
Suðurey är en ö i ögruppen Västmannaöarna i republiken Island.   Den ligger i regionen Suðurland, i den sydvästra delen av landet, 110 km sydost om huvudstaden Reykjavík. Arean är 0,20 kvadratkilometer.
Terrängen på Suðurey är kuperad. Öns högsta punkt är 149 meter över havet. Den sträcker sig 0,7 kilometer i nord-sydlig riktning, och 0,6 kilometer i öst-västlig riktning.